# 社会党 (爱尔兰)
社会党（英語：Socialist Party）是爱尔兰的一个左翼政党。
该党的前身是爱尔兰工党的内部派别“战斗倾向”。1989年，战斗倾向被工党开除。于是，战斗倾向成为独立组织，并改名为“战斗劳工”。1996年，战斗劳工改组为社会党。
该党曾是工人国际委员会和国际社会主义道路的成员。该党出版报纸《社会主义者》，每月发行1期。2014年，该党成员组建反紧缩联盟（後改名为“團結”）。